# کانجی فوروتاچی
کانجی فوروتاچی (انگلیسی: Kanji Furutachi؛ زادهٔ ۲۳ مارس ۱۹۶۸) بازیگر اهل ژاپن است.